# 郊区 (長治市)
郊区（こう-く）は中華人民共和国山西省長治市に存在した市轄区。

## 行政区画
- 街道:長北街道、故県街道
- 鎮:老頂山鎮、堠北荘鎮、大辛荘鎮、馬廠鎮、黄碾鎮
- 郷:西白兎郷